# Men of a Certain Age
Men of a Certain Age è una serie televisiva statunitense in onda dal 7 dicembre 2009 al 6 luglio 2011 sul canale via cavo TNT.

## Trama
Joe, Owen e Terry, sono amici di lunga data, prossimi ai cinquant'anni. Joe, padre divorziato con due figli, è direttore di un negozio; Owen è gestisce l'autofficina di suo padre (ex giocatore della NBA) e Terry è un attore fallito che vende auto nel negozio di Owen, non si è mai sposato e spesso incontra donne più giovani.

## Personaggi e interpreti
- Joe Tranelli, interpretato da Ray Romano.
- Owen Thoreau, Jr., interpretato da Andre Braugher.
- Terry Elliot, interpretato da Scott Bakula.
- Dashaun, interpretato da Lil' JJ.
- Melissa, interpretata da Lisa Gay Hamilton.
- Owen Thoreau, Sr., interpretato da Richard Gant.
- Lucy, interpretata da Brittany Curran.
- Albert, interpretato da Braeden Lemasters.
- Annie, interpretata da Carla Gallo.

## Episodi
| Stagione         | Episodi | Prima TV USA | Prima TV Italia |
| ---------------- | ------- | ------------ | --------------- |
| Prima stagione   | 10      | 2009-2010    | inedita         |
| Seconda stagione | 12      | 2010-2011    | inedita         |